# Leucania nigristriata
Leucania nigristriata là một loài bướm đêm trong họ Noctuidae.